# Forlaget Tiden
Forlaget Tiden var et dansk forlag, der udgav bøger og publikationer for Danmarks Kommunistiske Parti, DKP fra maj 1945 til 1992. Tiden udgav bøger af om politisk teori og skønlitteratur med relevans for DKP og venstreorienterede opfattelser med berøring til partiet. Forlagets første ledere var Gelius Lund 1945-1959 og Gotfred Appel 1959-1961. Dernæst fulgte Per Kristensen og John Poulsen. Den sidste leder Bjørn Grøn forestod blandt andet at forlaget udgav Mikhail Gorbatjovs mest kendte udgivelse, der kom til at hedde Glasnost på dansk. Forlaget stod også for udgivelsen af tidsskriftet Dialog ved dettes start.